# Primera División de fútbol sala 2023-24
La temporada 2023-24 de Primera División de fútbol sala fue la 35.ª edición de la máxima competición del fútbol sala de España. La competición es organizada por el Comité Profesionalizado de Fútbol Sala de la RFEF. Cuenta con 16 clubes. Los equipos ascendidos desde Segunda División son el Peñíscola Fútbol Sala, que fue el campeón de la competición y el Family Cash Alzira que fue el vencedor de la eliminatoria tras derrotar al Burela FS en la final.

## Equipos participantes
| Club                       | Nombre                             | Ciudad                   | Año de fundación | Pabellón                         | Capacidad |
| -------------------------- | ---------------------------------- | ------------------------ | ---------------- | -------------------------------- | --------- |
| Alzira Fútbol Sala         | Family Cash Alzira                 | Alcira                   | 1985             | Palau d'Esports d'Alzira         | 2800      |
| Fútbol Club Barcelona      | Barça                              | Barcelona                | 1978             | Palau Blaugrana                  | 7585      |
| Córdoba Futsal             | Córdoba Patrimonio de la humanidad | Córdoba                  | 2013             | Palacio de Deportes Vista Alegre | 3500      |
| ElPozo Murcia              | ElPozo Murcia Costa Cálida         | Murcia                   | 1989             | Palacio de deportes de Murcia    | 7454      |
| Industrias Santa Coloma    | Industrias Santa Coloma            | Santa Coloma de Gramanet | 1975             | Pabellón Polideportivo Nuevo     | 1500      |
| Inter Fútbol Sala          | Movistar Inter                     | Torrejón de Ardoz        | 1977             | Pabellón Jorge Garbajosa         | 3136      |
| Jaén Fútbol Sala           | Jaén Paraíso Interior              | Jaén                     | 1987             | Palacio de Deportes Olivo Arena  | 6589      |
| Futsal Cartagena           | Jimbee Cartagena                   | Cartagena                | 1993             | Palacio de Deportes de Cartagena | 5162      |
| Palma Futsal               | Mallorca Palma Futsal              | Palma de Mallorca        | 1998             | Pabellón Son Moix                | 3920      |
| Noia Fútbol Sala           | Noia Portus Apostoli               | Noya                     | 2008             | Pabellón Agustín Mourís          | 600       |
| Peñíscola Fútbol Sala      | Servigroup Peñíscola               | Peñíscola                | 2000             | Pabellón Juan Vizcarro           | 1200      |
| Manzanares Fútbol Sala     | Manzanares Quesos el Hidalgo       | Manzanares               | 2001             | Manzanares Arena                 | 1800      |
| Real Betis Futsal          | Real Betis Futsal                  | Sevilla                  | 1987             | Pabellón de San Pablo            | 7626      |
| Ribera Navarra Fútbol Sala | Ribera Navarra Fútbol Sala         | Tudela                   | 2001             | Pabellón Ciudad de Tudela        | 1200      |
| Valdepeñas Fútbol Sala     | Viña Albali Valdepeñas             | Valdepeñas               | 2002             | Pabellón Virgen de la Cabeza     | 2000      |
| Xota Fútbol Sala           | Osasuna Magna Xota                 | Pamplona                 | 1978             | Pabellón Anaitasuna              | 3000      |

### Equipos por comunidad autónoma
| N.º | Comunidad autónoma   | Equipos                                                                          |
| --- | -------------------- | -------------------------------------------------------------------------------- |
| 3   | Andalucía            | Jaén Paraíso Interior FS, Córdoba Patrimonio de la Humanidad, Real Betis Futsal. |
| 2   | Castilla-La Mancha   | Quesos El Hidalgo Manzanares FS, Viña Albali Valdepeñas.                         |
| 2   | Cataluña             | Barça, Industrias Santa Coloma.                                                  |
| 2   | Comunidad Valenciana | Peñíscola FS, Family Cash Alzira.                                                |
| 2   | Región de Murcia     | ElPozo Murcia Costa Cálida, Jimbee Cartagena.                                    |
| 2   | Navarra              | Osasuna Magna Xota FS, Aspil Jumpers Ribera Navarra FS.                          |
| 1   | Galicia              | Noia Portus Apostoli.                                                            |
| 1   | Islas Baleares       | Mallorca Palma Futsal.                                                           |
| 1   | Comunidad de Madrid  | Movistar Inter FS.                                                               |

### Ascensos y descensos
| Pos. | Descendidos a 2.ª División |
| ---- | -------------------------- |
| 15.º | BeSoccer Cd UMA Antquera   |
| 16.º | Levante UD FS              |

| Pos.  | Ascendidos de 2.ª División |
| ----- | -------------------------- |
| 1.    | Peñíscola Fútbol Sala      |
| Prom. | Family Cash Alzira         |

## Competición

### Liga regular
|                                                                | Equipo                             | Puntos | J  | G  | E  | P  | GF  | GC  | DG  |
| -------------------------------------------------------------- | ---------------------------------- | ------ | -- | -- | -- | -- | --- | --- | --- |
| 1                                                              | Barça                              | 63     | 30 | 20 | 3  | 7  | 106 | 85  | 21  |
| 2                                                              | ElPozo Murcia Costa Cálida         | 61     | 30 | 18 | 7  | 5  | 117 | 78  | 39  |
| 3                                                              | Jaén FS                            | 54     | 30 | 17 | 3  | 10 | 97  | 75  | 22  |
| 4                                                              | Inter FS                           | 53     | 30 | 16 | 5  | 9  | 111 | 74  | 37  |
| 5                                                              | Jimbee Cartagena Costa Cálida      | 49     | 30 | 13 | 10 | 7  | 100 | 87  | 13  |
| 6                                                              | Mallorca Palma Futsal              | 48     | 30 | 15 | 3  | 12 | 109 | 102 | 7   |
| 7                                                              | Viña Albali Valdepeñas             | 46     | 30 | 12 | 10 | 8  | 103 | 91  | 12  |
| 8                                                              | Quesos Hidalgo Manzanares FS       | 45     | 30 | 13 | 6  | 11 | 107 | 103 | 4   |
| 9                                                              | Industrias Santa Coloma            | 44     | 30 | 13 | 5  | 12 | 107 | 104 | 3   |
| 10                                                             | Peñíscola Fútbol Sala              | 36     | 30 | 9  | 9  | 12 | 116 | 107 | 9   |
| 11                                                             | Córdoba Patrimonio de la Humanidad | 34     | 30 | 10 | 4  | 16 | 85  | 100 | -15 |
| 12                                                             | Xota FS                            | 34     | 30 | 9  | 7  | 14 | 76  | 99  | -23 |
| 13                                                             | Noia Portus Apostoli               | 30     | 30 | 9  | 3  | 18 | 96  | 113 | -17 |
| 14                                                             | Ribera Navarra FS                  | 27     | 30 | 6  | 9  | 15 | 82  | 99  | -17 |
| 15                                                             | Real Betis Futsal                  | 25     | 30 | 7  | 4  | 19 | 78  | 129 | -51 |
| 16                                                             | Family Cash Alzira                 | 24     | 30 | 6  | 6  | 18 | 65  | 109 | -44 |
| Fuente: Liga Nacional de Fútbol Sala; actualización automática |                                    |        |    |    |    |    |     |     |     |

### Promoción por el título

#### Cuadro
|  | Cuartos de final | Cuartos de final | Cuartos de final | Cuartos de final | Cuartos de final |        |       | Semifinales | Semifinales | Semifinales | Semifinales | Semifinales |        |        | Final | Final | Final | Final | Final | Final |  |
|  |                  |                  |                  |                  |                  |        |       |             |             |             |             |             |        |        |       |       |       |       |       |       |  |
|  |                  |                  |                  |                  |                  |        |       |             |             |             |             |             |        |        |       |       |       |       |       |       |  |
|  | 1                | Barça            | 4                | 4                | 3                |        |       |             |             |             |             |             |        |        |       |       |       |       |       |       |  |
|  | 1                | Barça            | 4                | 4                | 3                |        |       |             |             |             |             |             |        |        |       |       |       |       |       |       |  |
|  | 8                | Manzanares       | 3                | 5                | 2                |        |       |             |             |             |             |             |        |        |       |       |       |       |       |       |  |
|  | 8                | Manzanares       | 3                | 5                | 2                |        | Barça | Barça       | 2           | 1(1)pr      |             |             |        |        |       |       |       |       |       |       |  |
|  |                  |                  |                  |                  |                  |        | Barça | Barça       | 2           | 1(1)pr      |             |             |        |        |       |       |       |       |       |       |  |
|  |                  |                  | Jimbee           | Jimbee           | 3                | 1(2)pr |       |             |             |             |             |             |        |        |       |       |       |       |       |       |  |
|  | 5                | Jimbee           | Jimbee           | Jimbee           | 3                | 1(2)pr | 4     | 2           |             |             |             |             |        |        |       |       |       |       |       |       |  |
|  | 5                | Jimbee           |                  |                  |                  |        |       |             |             |             |             |             |        |        |       |       |       |       |       |       |  |
|  | 4                | Inter            | 2                | 1                |                  |        |       |             |             |             |             |             |        |        |       |       |       |       |       |       |  |
|  | 4                | Inter            | 2                | 1                |                  |        |       |             |             |             |             |             | Jimbee | Jimbee | 2     | 2     | 3(2)p | 5     |       |       |  |
|  |                  |                  |                  |                  |                  |        |       |             |             |             |             |             | Jimbee | Jimbee | 2     | 2     | 3(2)p | 5     |       |       |  |
|  |                  |                  | El Pozo          | El Pozo          | 1                | 1      | 3(4)p | 2           |             |             |             |             |        |        |       |       |       |       |       |       |  |
|  | 3                | Jaén             | El Pozo          | El Pozo          | 1                | 1      | 3(4)p | 2           | 3           | 4           | 3           |             |        |        |       |       |       |       |       |       |  |
|  | 3                | Jaén             |                  |                  |                  |        |       |             |             | 4           | 3           |             |        |        |       |       |       |       |       |       |  |
|  | 6                | Palma            | 2                | 5                | 2                |        |       |             |             |             |             |             |        |        |       |       |       |       |       |       |  |
|  | 6                | Palma            | 2                | 5                | 2                |        | Jaén  | Jaén        | 2           | 2(3)pr      |             |             |        |        |       |       |       |       |       |       |  |
|  |                  |                  |                  |                  |                  |        | Jaén  | Jaén        | 2           | 2(3)pr      |             |             |        |        |       |       |       |       |       |       |  |
|  |                  |                  | El Pozo          | El Pozo          | 6                | 2(4)pr |       |             |             |             |             |             |        |        |       |       |       |       |       |       |  |
|  | 7                | Valdepeñas       | El Pozo          | El Pozo          | 6                | 2(4)pr | 3(7)p | 2(pr)       | 1(4)p       |             |             |             |        |        |       |       |       |       |       |       |  |
|  | 7                | Valdepeñas       |                  |                  |                  |        |       |             |             |             |             |             |        |        |       |       |       |       |       |       |  |
|  | 2                | El Pozo          | 3(6)p            | 3(pr)            | 1(5)p            |        |       |             |             |             |             |             |        |        |       |       |       |       |       |       |  |
|  | 2                | El Pozo          | 3(6)p            | 3(pr)            | 1(5)p            |        |       |             |             |             |             |             |        |        |       |       |       |       |       |       |  |
|  |                  |                  |                  |                  |                  |        |       |             |             |             |             |             |        |        |       |       |       |       |       |       |  |